# Escudo de Armas del Municipio de Chihuahua

## Historia
El 30 de septiembre de 1941, el Ayuntamiento de Chihuahua acordó aceptar el escudo que le fue propuesto para el municipio por Francisco R. Almada, León Barrí Paredes y José Carlos Chávez. En el año de 1983 este escudo sería oficialmente adoptado como escudo del Estado de Chihuahua, eliminando el yelmo, los lambriques y sustituyendo la leyenda "Sn. Phe. el Rl. de Chih" por la de "Estado d Chih"

## Descripción del Escudo
Blasón Gótico. Media ojiva inferior, rebasada y de corte abovedado en la parte superior. Le circunda bordura de campos de gules ( rojo) y el nombre San Felipe el Real de Chihuahua abreviado, con español antiguo, en la parte abovedada, y en cada vértice superior, una flor de manzano. Continuando en la misma bordura, la palabra Valentía al lado derecho; utilizando la punta inferior, Lealtad; y del lado izquierdo, Hospitalidad, escritas en plata y opuestas a la convergencia central.
La parte principal se divide en tres secciones desiguales, delimitadas por un filete de hojas de laurel simple (verde)En la Sección Jefe, en oro, en primer término, tres figuras: A la diestra, un malacate de minas, al centro, un acueducto truncado; y a la siniestra, un mezquite. En segundo plano, sobre campo de azur (azul) los cerros el Coronel, Santa Rosa y el Grande, estos en rosa pálido.
En sección media, sobre campo de dieciséis jaqueles alternados e irregulares en plata y gules (rojo), a la diestra, la cabeza de un soldado español, de perfil, con barba cerrada, tocado con un morrión y gorguera; a la siniestra y a la misma altura que la anterior, el perfil de la cabeza de una mujer tarahumara, tocada con un turbante en gules (koyera roja) que le ciñe la frente y le sujeta el cabello, el cual le cae hasta la altura de los hombros; Ambos con vista al centro, y en medallón de oro, sobrepuesto a los jaqueles.
En la sección inferior, en punta, el frontispicio de la Catedral de Chihuahua, en oro, sobre azur (azul)
El escudo lleva por timbre un yelmo cerrado, con vista a la derecha, y penacho en la cimera, una pluma roja y otra blanca. Lo circunda y cubre follaje de lambrequines de oro y plata. 

## Interpretación
El yelmo lleva un penacho compuesto de una pluma roja y otra blanca, colores de la divisa de los caballeros de la Orden de Santiago, en memoria del fundador de la Ciudad, quien pertenecía a esta Orden. Los lambrequines de oro y plata señalan la abundancia y la importancia de estos metales en la minería, así como el trabajo que a ésta la rodea como soporte: agricultura, ganadería, industria y comercio, en el municipio y en el estado.
En la parte superior, en el corte abovedado, se lee S. Phe. el Rl. de Chih. está flanqueado por una flor de manzano en cada uno de los vértices superiores, y representa esta flor a Chihuahua y a los chihuahuenses en los centros de cultura. Las palabras Valentía, Lealtad y Hospitalidad, que lo circundan y enmarcan, son representación de las cualidades y características de los chihuahuenses. El filete de hojas de laurel, simboliza los triunfos que han alcanzado los chihuahuenses en todos los campos del quehacer humano.
En la Sección Jefe, el malacate de minas interpreta el trabajo y rememora lo que fue la principal riqueza del estado y sus hijos, y que dio nacimiento a muchas poblaciones, las cuales algunas son de las más importantes.
El acueducto, la primera obra monumental de nuestros antepasados coloniales en esta población, indica la carencia ancestral y el afán de obtener los satisfactores en el desierto. El mezquite, planta xerófila, caracteriza y representa toda la flora. Los cerros, que son parte de nuestro paisaje, simbolizan también lo inhóspito de estas tierras.
En la sección media, los jaqueles, en plata y rojo, son los votos que en pro y en contra se emitieron para decidir la fundación de esta población en 1709, en contraposición del otro lugar que era Santa Eulalia de Mérida de Chihuahua, y que, al establecerse en la junta de los ríos Sacramento y Chuviscar, fue por el voto definitivo que emitió Don Antonio de Deza y Ulloa y Mencia, Gobernador de la Provincia de la Nueva Vizcaya.
Fue el 12 de octubre de 1709 cuando se fundó la población con el nombre de San Francisco de Cuellar.
El 1 de octubre de 1718 alcanza el grado de Villa de San Felipe el Real de Chihuahua, y cambio el 19 de julio de 1823 al de Ciudad de Chihuahua, como capital del estado que recibió esta misma designación.
Destacan en esta sección, sobre medallón estilizado de oro, a la diestra, un soldado español; y a la siniestra, una mujer tarahumara, ambos con vista al centro, los cuales representan la importancia de la colonización, así como el mestizaje. En la sección inferior, sobre el campo azul, el frontispicio de nuestra Catedral, monumento colonial hermosísimo, tan venerado por los chihuahuenses, expresa la sólida fe de ellos.
- Datos: Q5837872